# Charango (album)
Charango is een album uit 2002 van de Engelse trip-hop groep Morcheeba. De titel Charango is afgeleid van een Zuid-Amerikaans muziekinstrument.

## Track listing
1. "Slow Down"
2. "Otherwise"
3. "Aqualung"
4. "Sao Paulo"
5. "Charango" (featuring Pace Won)
6. "What New York Couples Fight About" (featuring Kurt Wagner)
7. "Undress Me Now"
8. "Way Beyond"
9. "Women Lose Weight" (featuring Slick Rick)
10. "Get Along" (featuring Pace Won)
11. "Public Displays of Affection"
12. "The Great London Traffic Warden Massacre"